# 3994 Аяші
3994 Аяші (3994 Ayashi) — астероїд головного поясу, відкритий 2 грудня 1988 року.
Тіссеранів параметр щодо Юпітера — 3,343.